# Division de Moradabad
La Division de Moradabad est une  division administrative  de l'État indien de l'Uttar Pradesh.

## Districts
Elle est constituée de 4 districts :
- Moradabad
- Bijnor
- Jyotiba Phule Nagar
- Rampur